# Habronyx trilineatus
Habronyx trilineatus là một loài tò vò trong họ Ichneumonidae.